# If on a Winter's Night...
Albums de Sting
Songs from the Labyrinth
(2006) Symphonicities
(2010)
If on  Winter's Night... est le neuvième album studio du chanteur britannique Sting sorti le 26 octobre 2009. Le titre est inspiré du roman Si par une nuit d'hiver un voyageur (If on a winter's night a traveler en anglais) d'Italo Calvino. Il y est accompagné de son fidèle guitariste Dominic Miller, ainsi que par une brochette d'invités dont le luthiste bosniaque Edin Karamazov avec lequel il a joué sur son album précédant  Songs from the Labyrinth parut en 2006, Ira Coleman à la basse, Chris Botti et Ibrahim Maalouf à la trompette, David Sancious à l'orgue Hammond, Jack DeJohnette à la batterie, etc. On y voyage à travers des musiques traditionnelles, des pièces de Jean-Sébastien Bach et Franz Schubert, en plus de deux chansons de Sting, soit "The Hounds of Winter" et "Lullaby for an Anxious Child". 

## Liste des titres
| 1.  | Gabriel's Message                | 2:32 |
| 2.  | Soul Cake                        | 3:26 |
| 3.  | There Is No Rose of Such Virtue  | 4:01 |
| 4.  | The Snow It Melts the Soonest    | 3:42 |
| 5.  | Christmas at Sea                 | 4:34 |
| 6.  | Lo, How a Rose E'er Blooming     | 2:40 |
| 7.  | Cold Song                        | 3:14 |
| 8.  | The Burning Babe                 | 2:46 |
| 9.  | Now Winter Comes Slowly          | 3:04 |
| 10. | The Hounds of Winter             | 5:45 |
| 11. | Balulalow                        | 3:08 |
| 12. | The Cherry-Tree Carol            | 3:10 |
| 13. | Lullaby for an Anxious Child     | 2:52 |
| 14. | The Hurdy-Gurdy Man              | 2:48 |
| 15. | You Only Cross My Mind in Winter | 2:36 |

| 14. | The Hurdy-Gurdy Man              | 2:51 |
| 15. | You Only Cross My Mind in Winter | 2:36 |
| 16. | Bethlehem Down                   | 2:56 |
| 17. | Blake's Cradle Song              | 3:29 |
| 18. | The Coventry Carol               | 2:33 |

## Personnel
Selon le livret inclut avec l'album : 
- Sting – chant, guitare, luth, caisse claire, percussions
- Dominic Miller – guitare
- Dean Parks – guitare, mandoline
- David Mansfield – dulcimer, guitare 12 cordes, mandoloncelle, mandoline
- Ira Coleman – basse
- Mary Macmaster – harpe, chant
- Edin Karamazov – luth
- Kathryn Tickell – cornemuse, violon
- Daniel Hope, Peter Tickell – violon
- Dov Scheindlin – alto
- MusicAeterna – cordes
- Vincent Ségal, Melissa Meell, Charles Curtis – violoncelle
- David Hartley – harmonium
- Julian Sutton – accordéon
- David Sancious – orgue Hammond
- Chris Botti, Chris Gekker, Ibrahim Maalouf – trompette
- Chris Dudley – trombone
- Leslie Neish, Marcus Rojas – tuba
- John Clark – cuivres
- John Ellis – clarinette basse
- Kenny Garrett – saxophone soprano
- Daphna Mor – flûte à bec
- Jack DeJohnette – batterie
- Bashiri Johnson – batterie, percussions
- Daniel Druckman – batterie, caisse claire
- Bijan Chemirani, Rhani Krija, Cyro Baptista, Daniel Freedman, Donald Hay – percussions
- Bassam Saba – ney, oud
- Joe Sumner – chœurs
- Lisa Fischer – chœurs
- The Webb Sisters – chœurs
- Jasmine Thomas – chœurs
- Stile Antico – ensemble vocal

## Classements internationaux
| 2009                   | Meilleure position | Certification |
| ---------------------- | ------------------ | ------------- |
| U.S. Billboard 200     | 6                  | Gold          |
| Finnish Albums Chart   | 24                 |               |
| German Albums Chart    | 6                  |               |
| IFPI                   | 11                 |               |
| Hungarian Albums Chart | 8                  | Platinum      |
| Italian Albums Chart   | 4                  | 2x Platinum   |
| Polish Albums Chart    | 1                  | 4x Platinum   |
| UK Albums Chart        | 15                 |               |
| 2010                   | Meilleure position | Certification |
| Finnish Albums Chart   | 7                  |               |
| Polish Albums Chart    | 2                  | 4x Platinum   |